# La Mort de Polydoros
 (mars 2022).
La Mort de Polydoros (ou Polydore) est une tapisserie du XVIIe siècle qui fait partie d'un groupe de sept tentures dispersées dans différents musées ou collections, et illustrant des épisodes de l'Iliade d’Homère.
Ici, il s'agit de la mort de Polydore, le fils de Priâm et d'Hécube, assassiné par son oncle Polymestor dont le corps est retrouvé par sa mère et ses servantes. Son histoire est narrée par différents auteurs de l'Antiquité. 
Cette tapisserie ainsi qu'une deuxième de cette série de sept sont conservées au Musée des Beaux-Arts de Lyon.

## Histoire de l’œuvre
Elle a sans doute été fabriquée à Macao par un atelier sino-portugais, au début du XVIIe siècle à la fin de  la dynastie Ming
Il s'agit d'une commande du Royaume du Portugal. On pourrait supposer que les sept tentures furent commandées par Francisco Mascarenhas, le gouverneur portugais de Macao de 1623 à 1626, car les médaillons représentant la femme serpent des deux côtés du cadre, et le blason du lion à chaque recoin, représenteraient alors la famille Mascarenhas.[précision nécessaire]
Cette œuvre fait actuellement partie de la collection des objets d'art du musée des Beaux-Arts de Lyon.

## Description

### Sujet
La scène représentée montre le jeune prince de Troie Polydore, dernier fils du roi Priam et de son épouse Hécube, assassiné puis jeté à la mer par son oncle Polymestor. Priam avait chargé celui-ci de garder son fils ainsi qu'une importante quantité d'or durant le conflit entre les Grecs et les Troyens. Mais Troie est prise par les Grecs qui doivent éliminer tous les Priamides (la descendance de Priam); ils demandent donc alors à Polymestor de tuer son neveu, et lui promettent en échange de l’épargner et de lui laisser les trésors que Priam lui avait confiés et qu’il convoitait. 
Polymestor tue donc son neveu et jette son corps à la mer. Mais le corps est bientôt ramené sur le rivage, avant d'être retrouvé par Hécube et ses servantes. C'est cette scène que figure la tapisserie La mort de Polydore.
L'histoire de Polydore est narrée plusieurs fois dans la mythologie, en particulier par Euripide, Ovide et Virgile. Homère en parle aussi, mais le personnage apparaît dans un contexte très différent: tout d'abord, sa mère n'est pas Hécube, mais un autre épouse de Priam du nom de Laothoé, et ensuite, il meurt au combat, tué par Achille, durant la Guerre de Troie,.

### La pièce et la collection
La pièce faisait partie d'une suite qui s’adaptait sans doute aux murs d’une pièce entière pour former un décor continu. Il faut dire que déjà au Moyen Âge, artistes et artisans tapissiers s'étaient inspirés des histoires et des personnages de la Guerre de Troie, ces sujets leur permettant de déployer le récit en de grandes compositions. Pour ce qui est de la Mort de Polydore, la tapisserie a été réalisée d'après une gravure de Bernard Salomon, qui fut actif à Lyon de 1540 à 1561, tirée de l'ouvrage intitulée La Métamorphose d’Ovide figurée, imprimée à Lyon par Jean de Tournes en 1557.
Outre L'assassinat de Polydore, le Musée des Beaux-arts de Lyon conserve aussi La vengeance d’Hécube. Trois autres pièces sont exposées au Metropolitan Museum of Art de New-York : L’Enlèvement d’Hélène, Le sacrifice de Polyxène et Le Sacrifice de Calchas, tandis que La Prophétie de Calchas, elle, fait partie d’une collection privée à Monaco.
Les pièces présentées à Lyon ont été acquises en 1970 auprès de la galerie Boccora à Paris[réf. nécessaire]. 

### Technique
En ce qui concerne la tenture de l'assassinat de Polydore, il s'agit d'une broderie de soie, fils d'or et satin peint, d'une hauteur de 364,5 cm pour une largeur de 489 cm, et d'une épaisseur de 0,4 cm. Cette pièce, comme les autres de la série, mêlent la broderie aux pièces de satin de soie peintes que l'artiste a employé pour les visages et les chairs. Il y a ainsi un traitement pictural des corps qui contraste avec « traitement très décoratif des fonds presque stylisés ».

Par ailleurs, une restauration a amené au jour une inscription en chinois, ce qui a amené à attribuer ces broderies à attribuer ces broderies à un atelier extrême-oriental, une hypothèse confortée par les armoiries qui se trouvent aux angles de la composition et qui seraient celles d'un gouverneur de Macao du début du XVIIe siècle

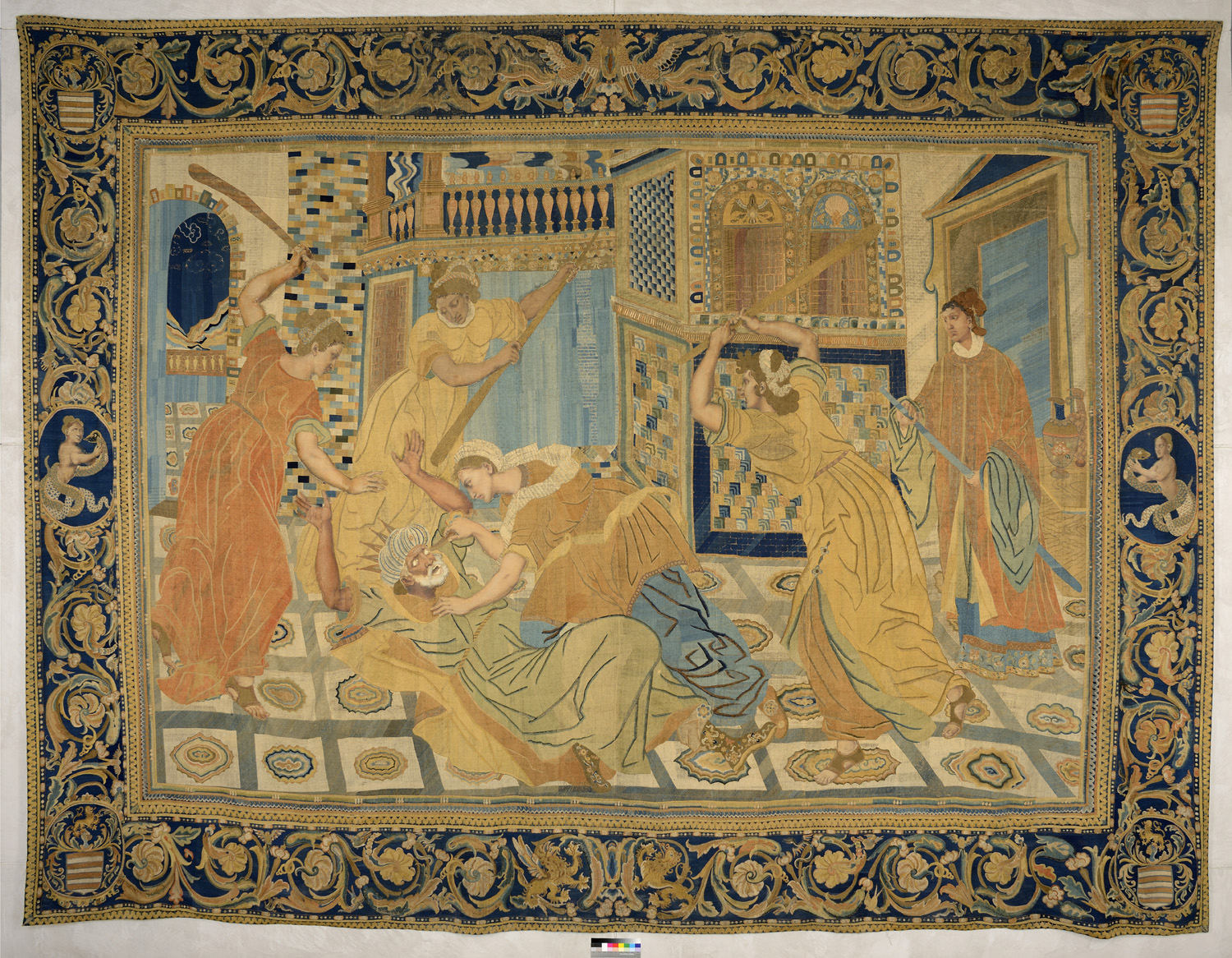
La Vengeance d'Hécube, tapisserie de Macao ; musée des Beaux-Arts de Lyon (France)

## Analyse
- Si vous ne connaissez pas le sujet, laissez ce bandeau (vous pouvez alors contacter les auteurs).
- Si vous supprimez le contenu mis en cause (vous pouvez préalablement contacter les auteurs),

argumentez précisément cette suppression dans la page de discussion
(un manque de référence n'est pas un argument ; une recherche réelle de référence doit avoir été effectuée, être formellement documentée).
Dans la tapisserie, Polydore est figuré deux fois : au second plan, on voit son corps qui est remonté à la surface et qui dérive sur les flots, tandis qu'au premier plan et au centre de la composition, on voit son cadavre sur le rivage, avec à ses côtés Hécube en pleurs et ses servantes.
Le bleu est présent sur les vêtements de la reine et de ses servantes, ce qui les distingue du fils défunt, contrairement à elles qui sont en vie. De plus le ciel est symbolisé par cette couleur. Par effet de perspective, il est peu présent, peut-être pour représenter la vie de Polydor et de ses patriotes, dérobée par les grecs et Polymestor.
Le blanc symbolise le métal et le deuil, le noir lui, symbolise le mal et l’eau. Ces deux dernières couleurs sont utilisées pour représenter la mer transportant Polydor afin de montrer l’eau en tant que telle, mais aussi car Hécube, par cet élément, doit accepter la mort de son fils.
Nous pouvons voir dans les vagues des sortes de serpents blancs, animal qui dans la mythologie grecque fut l’animal fétiche d’Apollon, Dieu le plus vénéré à Troie. Il symbolise, tout comme en Chine, l’âme et l’intelligence de l’homme. Leur présence nous fait penser que la mer vole l’âme de Polydor une fois mort.
Le jaune (souvent doré) représente la terre et la fertilité. Celui-ci est présent sur les vêtements d’Hécube et de ses servantes. En effet, Hécube est un personnage célèbre pour sa fécondité, car selon la vision générale des auteurs, elle aurait eu 19 enfants de Priam, et comme leur maîtresse, la fertilité est présente chez les servantes, une part de leur féminité et de leur compassion pour leur reine en deuil.
Le rouge, parfois dans les tons clairs, symbolise le feu et le phénix. Le phénix est souvent présent sur les tapisseries et autres objets d’arts chinois car il est, avec le dragon oriental et le tigre, un animal issu de la mythologie chinoise. Nous avons d’ailleurs la présence de deux phénix en haut et au centre de la bordure. Le rouge est également présent sur la toge de la servante tout à gauche au premier plan, probablement comme symbole annonciateur de la vengeance d’Hécube menée avec ses servantes contre Polymestor.
La présence de nombreux motifs brodés tels que des nuages, des oiseaux, qui sont des éléments représentant le ciel avec la couleur bleu ; la pivoine que l'on trouve en abondance sur les arbres dans l’œuvre, représentant l’amour et l’affection. Elle pourrait symboliser, comme dans Les Métamorphoses d'Ovide, l’amour d’Hécube pour son fils alors transformé en pivoine dès sa mort.
Nous retrouvons la présence de médaillons ronds ou ovales sur la tapisserie, symbole issu de la tradition babylonienne, élément qui aurait permis la présence des blasons du gouverneur Mascarenhas, mais avec ces sceaux on pourrait les considérer comme un moyen de faire de l’œuvre un pivot entre les traditions chinoises et européennes avec la femme-serpent, pouvant le mettre en avant comme animal symbolique de la culture chinoise (astrologie, art martiaux) mais également la mythologie grecque avec Méduse.
L’œuvre suit et respecte son esthétique, qui lie l'art de Chine aux mythes, aux anciennes traditions et à la nature avec un récit mythologique issu de la culture de l'Europe Antique. Cela justifierait le choix du sujet, représenté avec ces motifs à la fois symboliques et caractéristiques de l'esthétique chinoise.

#### Sources
L'histoire de Polydore et de sa mère est narrée dans les œuvres suivantes.
- Euripide, Hécube [détail des éditions] [lire en ligne [archive)] (pièce entière)
- Homère, Iliade [détail des éditions] [lire en ligne], (XX, 407-420 ; XXII, 45-55) /  [VI, 290 ; XXIV, 49[Quoi ?]]
- Ovide, Métamorphoses [détail des éditions] [lire en ligne], XIII, 399-575 (en particulier 533-575)
- Virgile, Énéide [détail des éditions] [lire en ligne], III, 22-57
- Hygin, Fables [détail des éditions] [(la) lire en ligne] (n° CIX)

#### Études
- Maud Lejeune, Gravures et dessins de Bernard Salomon, peintre à Lyon au XVIe siècle, Paris, Droz, coll. « Cahiers d’Humanisme et Renaissance », 2022, 664 p. (ISBN 978-2-600-06277-0)
- Peter Sharratt, Bernard Salomon, illustrateur lyonnais, Genève, Librairie Droz, 2005, 536 p. (ISBN 978-2-600-01000-9, présentation en ligne)